# 심프슨 사막

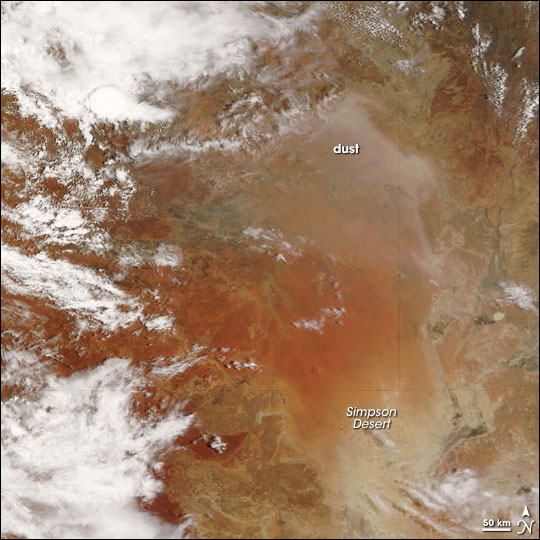

심프슨 사막(Simpson Desert)은 오스트레일리아의 사막이다. 노던 준주, 사우스오스트레일리아주, 퀸즐랜드주에 걸쳐있다.

## 같이 보기
- 오스트레일리아구